# Hjørringgade
Hjørringgade er en gade på Østerbro i København. Gaden er ca. 220 meter lang og løber mellem Østbanegade og Strandboulevarden.
Der findes også en Hjørringgade i Hirtshals.

## Gadens historie
Gaden fik sit navn i 1904 og hænger sammen med andre gader opkaldt efter større danske byer.
Tidligere lå Kryolitfabrikken, Øresund's chemiske Fabriker, hvor Charlottehaven nu ligger. Fra 1859 til 1990 blev der udvidet soda af kryolit fra Grønland. Soda anvendtes til fx sodavand, fremstilling af farvestoffer, glas, sæbe og vaskepulver.
Fra 1992 til 1994 blev C.F. Tietgens have bygget under store protester fra de lokale. Arkitektonisk er beboerne måske heller ikke ligefrem blevet berigede af de bygninger der nu rummer bl.a. Skat, Aldi og fitnesscenteret Repeat.
I nr. 1 blev der fremstillet fodtøj omkring 1900, da L. Andersen og Sund Skotøjsfabrik lå der, ca. fyrre år senere lå der både en købmand på adressen, en H. Feilberg Hansen og Nordhavn Vaskeriet ved W. Nielsen. Længere nede, i nr. 3, lå der i midten af halvtredserne Damefrisørsalonen Mir ved B. Rasmussen og Biscuitfabrikken "Kurant" bagte kiks og kager til Danmark.
En tømrer havde gjort det godt og ejede omkring 1910 alle husene 1-21. Han hed Carl Frederik Josef Oskar Sværd og var født i København 1859. Han boede selv i nr. 1 og senere nr. 5.
Beboerne var i høj grad arbejdere (som fx strygersken R. Jensen i nr. 9).

## Nævneværdige bygninger i gaden
Nr. 5-27 er fra typisk etagebyggeri 1901, men har en fritlagt jernbjælke over dør og stuevinduer. Ornamentikken er enkel og lader til at have hentet maurisk inspiration. Opgangene er i forskellig vedligeholdelsesstand, men hjørnet ved nr. 19-21 er meget fint. Øverst er der to delfiner som stuk.
Nr. 29-33 fra 1896 er afdæmpet i sit formsprog, men har en lille blomsterfrise under beletagen.
Den ene side præges af Charlottehaven fra 2001, det er lækre (hotel)lejligheder pakket ind i brun skalmur. Byggeriet taler fint sammen med det øvrige.